# Trevor Morris
Trevor Morris est un compositeur de musique de film né le 25 mai 1970 au Canada, ayant travaillé au studio Remote Control.

## Filmographie

### Cinéma
- 1998 : Teen Knight de Phil Comeau
- 2001 : Atlantide, l'empire perdu de Kirk Wise (musique de James Newton Howard) (assistant de James Newton Howard) (C)
- 2001 : Écarts de conduite de Penny Marshall (musique de Hans Zimmer) (assistant de Hans Zimmer) (C*)

- 2002 : La Chute du faucon noir de Ridley Scott (musique de Hans Zimmer) (assistant de Hans Zimmer) (C)
- 2002 : Big Trouble de Barry Sonnenfeld (musique de James Newton Howard) (assistant de James Newton Howard)
- 2002 : Le Cercle de Gore Verbinski (musique de Hans Zimmer) (monteur de la musique)
- 2002 : Spirit, l'étalon des plaines de Kelly Asbury (musique de Hans Zimmer) (superviseur technique de la musique) (C)
- 2002 : Judge Is God de James Allen (court métrage)
- 2003 : Bad Boys 2 de Michael Bay (musique de Trevor Rabin) (musiques additionnelles et programmation)
- 2003 : Les Associés de Ridley Scott (musique de Hans Zimmer) (consultant) (C)
- 2003 : Pirates des Caraïbes : La malédiction du Black Pearl de Gore Verbinski (musique de Klaus Badelt) (musiques additionnelles) (C)
- 2003 : Hulk d'Ang Lee (musique de Danny Elfman) (musiques additionnelles) (C)
- 2003 : Les Larmes du soleil d'Antoine Fuqua (musique de Hans Zimmer) (superviseur technique de la musique) (C)
- 2003 : Tout peut arriver de Nancy Meyers (musique de Hans Zimmer et Heitor Pereira) (musiques additionnelles) (C*)
- 2003 : Le Dernier Samouraï d'Edward Zwick (musique de Hans Zimmer) (musiques additionnelles) (C)
- 2003 : Terminal Venus d'Alexandre Franchi (court métrage)
- 2004 : Blade: Trinity de David S. Goyer (musique de Ramin Djawadi et RZA) (musiques additionnelles et arrangements additionnels) (C*)
- 2004 : Le Roi Arthur d'Antoine Fuqua (musique de Hans Zimmer) (musiques additionnelles) (C)
- 2004 : Gang de requins d'Éric Bergeron (musique de Hans Zimmer) (musiques additionnelles) (C*)
- 2004 : Spanglish de James L. Brooks (musique de Hans Zimmer) (musiques additionnelles) (C)
- 2004 : The Lost Angel de Dimitri Logothetis
- 2004 : Rancid de Joakim Ersgård
- 2005 : Le Cercle 2 de Hideo Nakata (musique de Henning Lohner et Martin Tillman) (musiques additionnelles) (C)
- 2005 : Amityville d'Andrew Douglas (musique de Steve Jablonsky) (musiques additionnelles)
- 2005 : The Island de Michael Bay (musique de Steve Jablonsky) (musiques additionnelles) (C)
- 2005 : Furtif de Rob Cohen (musique de BT) (musiques additionnelles) (C)
- 2005 : 3 Needles de Thom Fitzgerald (cocompositeur avec Christophe Beck)
- 2006 : Pirates des Caraïbes : Le Secret du coffre maudit de Gore Verbinski (musique de Hans Zimmer) (musiques additionnelles) (C)
- 2006 : Justice de David McNally (série télévisée)
- 2007 : Traveler : Ennemis d'État de David Nutter (série télévisée) (cocompositeur avec Blake Neely)
- 2007 : La colline a des yeux 2 de Martin Weisz
- 2008 : Matching Blue
- 2008 : Krews de Hilbert Hakim
- 2011 : Les Immortels
- 2013 : La Chute de la Maison-Blanche de Antoine Fuqua
- 2015 : Armada de Roel Reiné
- 2016 : La Chute de Londres de Babak Najafi

### Télévision
- 1997 : Un tandem de choc de Paul Haggis (série télévisée) (musique de Jack Lenz) (programmation)
- 1997 : Splat! de Barbara Snelgrove (série télévisée)
- 1999 : Code Eternity de William Fruet (série télévisée)
- 2001 : U8TV : The Lofters (TV réalité)
- 2005 : DOS : Division des opérations spéciales de David McKenna (série télévisée)
- 2006 : Coors Lite : Crop Circles de Rob Cohen (publicité)
- 2007 : Viva Laughlin de Bob Lowry (série télévisée) (musique de John E. Nordstrom) (thème principal)
- 2007 : Moonlight de Ron Koslow (série télévisée)
- 2007 : Les Tudors de Michael Hirst (série télévisée) (C)
- 2010 : Les Piliers de la terre de Sergio Mimica-Gezzan
- 2011 : The Borgias de Neil Jordan (série télévisée)
- 2013 : Vikings
- 2015 : Crossing Lines (série télévisée)
- 2019 : Another Life

### Jeux vidéo
- 2006 : Need for Speed Carbon de Dave "Foots" Footman (jeu vidéo) (C)
- 2007 : Command and Conquer 3 : Les Guerres du Tiberium de Mike Verdu (jeu vidéo) (cocompositeur avec Steve Jablonsky) (C)
- 2007 : SimCity Societies (jeu vidéo) (C)
- 2008 : Pummel (jeu vidéo)
- 2008 : Army of Two (jeu vidéo) (C)
- 2014 : Dragon Age Inquisition (jeu vidéo)
- 2024 : Banishers: Ghosts of New Eden (jeu vidéo)